# Дергоман-Кебір
Дергома́н-Кебі́р (Дергоман-Кхебір) — невеликий острів в Червоному морі в архіпелазі Дахлак, належить Еритреї, адміністративно відноситься до району Дахлак регіону Семіен-Кей-Бахрі.

## Географія
Розташований біля північних берегів острова Дахлак. Має компактну прямокутну форму, довжина острова 4,5 км, ширина до 2 км. З усіх сторін острів облямований піщаними мілинами.